# 2417 McVittie
2417 McVittie (1964 CD) là một tiểu hành tinh vành đai chính được phát hiện ngày 15 tháng 2 năm 1964 bởi Đài thiên văn Goethe Link ở Brooklyn.